# Wigstaartgrasgors
De wigstaartgrasgors (Emberizoides herbicola) is een zangvogel uit de familie Thraupidae (tangaren).

## Verspreiding en leefgebied
Deze soort telt 5 ondersoorten:
- E. h. lucaris: zuidwestelijk Costa Rica.
- E. h. hypochondriacus: westelijk en centraal Panama.
- E. h. apurensis: oostelijk Colombia en westelijk Venezuela.
- E. h. sphenurus: van westelijk en noordelijk Colombia tot Venezuela, de Guyana's en noordelijk Brazilië, zuidelijk Ecuador en noordelijk Peru.
- E. h. herbicola: van oostelijk Bolivia tot oostelijk Brazilië, Paraguay, noordelijk Argentinië en Uruguay.